# Zaljev Nikolaja
Zaljev Nikolaja, bivši Usalginski zaljev, mali je, uski zaljev u sjeverozapadnom Ohotskom moru, južno od Šantarskih otoka. To je jugoistočni ogranak većeg Akademijskog zaljeva. Njegovu sjevernu i južnu točku, rt Lamsdorf i rt Grote, dijeli samo 8 km, dok se sam zaljev proteže oko 59,5 km u smjeru juga. Poluotok Tokara odvaja ga od Ulbanskog zaljeva na zapadu. Rijeka Usalgin se ulijeva u dno zaljeva. Raspon najvećih morskih mijena je 5.5 m, a najnižih 2,4–3 m. Led je u zaljevu od sredine studenog do sredine srpnja.

## Povijest
Zaljev Nikolaja često su posjećivali američki kitolovci između 1854. i 1885. godine. Brodovi su se usidrili kod Potter's Heada (rt Grote) ili u ušću zaljeva i slali manje kitolovce do vrha zaljeva u potrazi za grenlandskim kitovima. Nazvali su ga Potter's Bay, po Oliveru Potteru, gospodaru barka Antelope (340 tona), iz Newporta, koji je hvatao kitove u zaljevu 1853.
Dana 7. listopada 1856. brod Natchez (524 tone) iz New Bedforda razbio se na zapadnoj strani zaljeva dok je pokušavao potražiti zaklon od oluje. Veći dio posade spasio je bark Harmony; četiri čovjeka, uključujući trećeg i četvrtog časnika, odlučili su ostati prezimiti i zaštititi brod. U srpnju 1857. brod Italija pokupio je troje preživjelih - jedan je umro u lipnju nakon dugotrajne bolesti. Također je spasila većinu od 1200 barela nafte i 18 000 lbs kitove kosti koja je ostala na brodu kad se dogodio brodolom.Hawaii. (1865). Reports of a portion of the decisions rendered by the Supreme Court of the Hawaiian Islands in law, equity, admiralty, and probate. Honolulu: Govt. Press.</ref> Brodovi su još 1858. otimali predmete s olupine.
Godine 1865. dva kitolovca sakrila su se na vrhu zaljeva od CSS Shenandoah.
Ruske škune i posade čamaca iz Mamge također su krstarile u zaljevu od 1865. do 1871.

## Divlje životinje
U proljeće se beluga kitovi hrane u zaljevu Nikolaja, dok se ljeti okupljaju na vrhu zaljeva kako bi se hranili lososima koji se mrijeste u gornjem toku rijeke Usalgin i njezinom estuariju. Ljeti se u zaljevu mogu vidjeti i grenlandski kitovi.